# Jezioro Lisowskie (woj. zachodniopomorskie)
Jezioro Lisowskie (także Likowo) – jezioro, zbiornik zaporowy na rzece Rega, położony na Równinie Nowogardzkiej, w woj. zachodniopomorskim, w gminie Płoty. Lustro wody jeziora znajduje się na wysokości 29,7 m n.p.m., a jego powierzchnia wynosi 90 ha. Szerokość zbiornika dochodzi do 200 m, a jego długość w biegu rzeki wynosi 4,4 km.
Całkowita pojemność zbiornika wynosi 1,5 mln m³, a pojemność użytkowa 0,3 mln m³. Jezioro Lisowskie stanowi odcinek rzeki Regi według różnych źródeł od 69,4 do 64,63 km biegu rzeki, bądź od 65,2 do 60,8 km. 
Akwen został utworzony jest przez sztuczne przegrodzenie koryta rzeki groblą ziemną, tworząc jezioro o pojemności 1,5 mln m³. W latach 1922–1924 powstała tu mała elektrownia wodna według projektu firmy J.M. Voith z miasta Heidenheim an der Brenz. Rzeka piętrzona jest zaporą ziemną, zapewniającą spad 4,75 m, w którą wbudowane są urządzenia hydrotechniczne jazu, betonowe komory turbin i budynek elektrowni z rozdzielnią.
Prócz tamy z elektrownią, nad jeziorem znajduje się mała przystań wędkarska oraz budynek mieszkalny.
Nazwa jeziora pochodzi od wsi Lisowo, położonej na zachód od niego. Powszechnie jezioro nazywa się także zbiornikiem zaporowym Likowo – tak jak elektrownia wodna na nim.
Dopływem lewobrzeżnym jest Ukleja.